# Massimo Pradella
Massimo Pradella (Ancona, 5 dicembre 1924 – Roma, 23 ottobre 2021) è stato un direttore d'orchestra e violinista italiano.

## Biografia
Studiò pianoforte con la madre e violino con lo zio, Giorgio Senigaglia. Si diplomò giovanissimo in pianoforte (con Zecchi) in violino (con Principe) e in composizione (con Petrassi) al Conservatorio di Santa Cecilia di Roma. Dapprima violinista e compositore, si dedicò alla direzione d’orchestra su esortazione di Bruno Walter. Dal debutto nel 1954 a Roma iniziò un'attività concertistica che lo portò in tutta Europa, in America e in Asia. Dal 1959 al 1990 fu direttore stabile alla RAI (Orchestra Sinfonica di Torino, Orchestra Scarlatti di Napoli, Orchestra Sinfonica di Roma).
Si dedicò in particolar modo all’esecuzione di musica del Novecento. Collaborò con noti solisti come, ad esempio Arrau, Kempff, Kogan, Fournier, Accardo, Ughi, Pollini, Horszowski, Kirkpatrick.